# Mosambikanische Davis-Cup-Mannschaft
Die mosambikanische Davis-Cup-Mannschaft ist die Tennisnationalmannschaft Mosambiks, die das Land im Davis Cup vertritt.

## Geschichte
Mosambik nahm 2014 erstmals am Davis Cup teil. In der Kontinentalgruppe III der Afrikazone schloss die Mannschaft die im Round-Robin-Modus gespielte Gruppe nach drei Niederlagen und einem Sieg gegen Botswana auf Rang vier ab. Das Spiel um Platz sieben gegen den Kongo gewann Mosambik mit 2:0.
Erfolgreichster Spieler ist bisher Franco Mata mit drei Siegen, davon zwei im Einzel und einen im Doppel.